# Riverdale (serial)
Riverdale este un serial de televiziune american, pentru adolescenți, care a fost difuzat de la 26 ianuarie 2017 până la 23 august 2023 pe postul CW și pe platforma Netflix.

## Prezentare

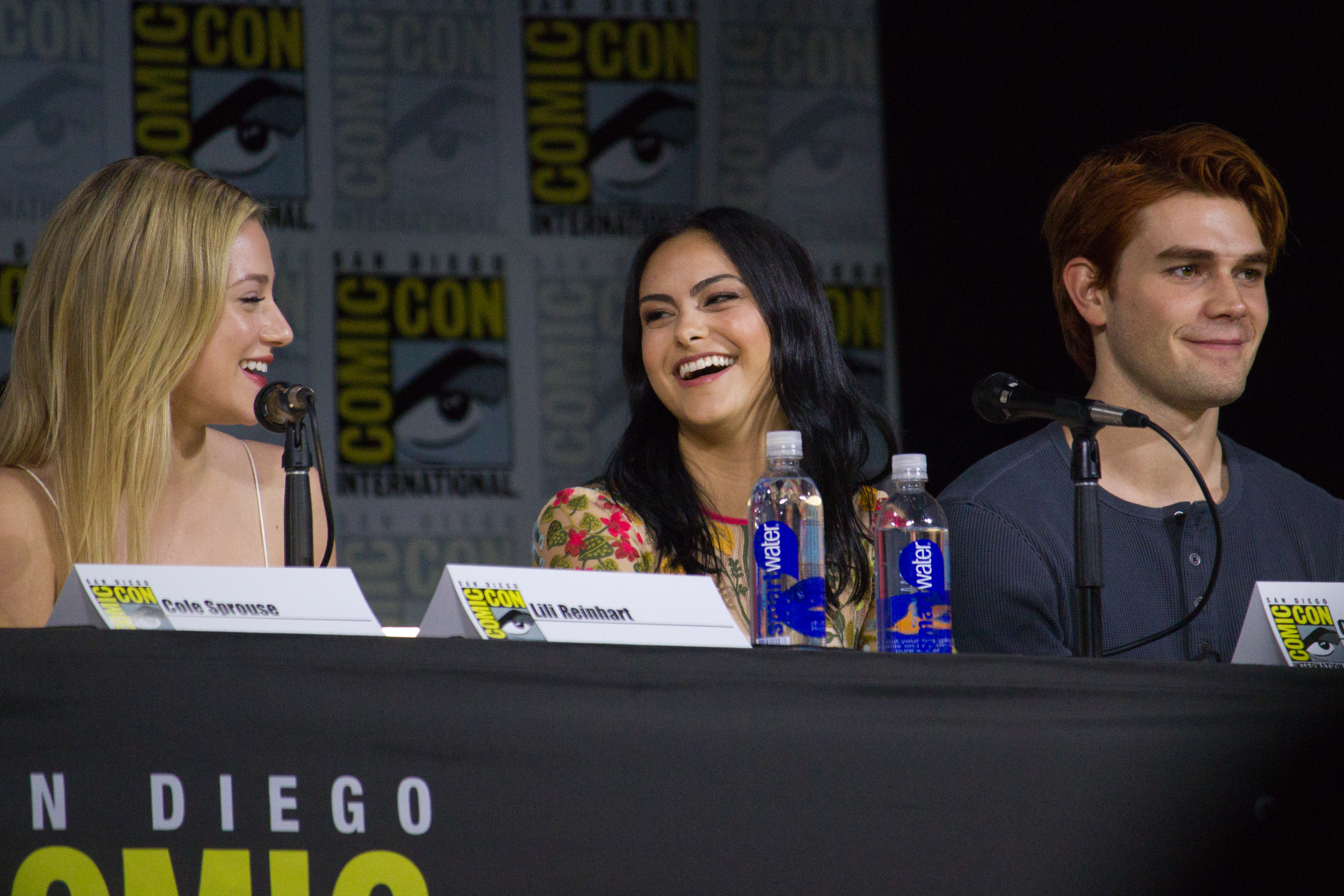
Actorii principali ai serialului (Lili Reinhart, Camila Mendes și KJ Apa) la întâlnirea Comic Con din San Diego, 2017

Serialul se bazează pe personajele "Archie Comics", cu KJ Apa în rolul lui Archie Andrews: Un jucător de fotbal din liceu care are o pasiune pentru muzică. Cei mai buni prieteni ai lui sunt Betty și Jughead și este împreună cu Veronica; Lili Reinhart ca Betty Cooper: o fată perfectă care se îndrăgostește de vecinul și cel mai bun prieten al ei, Archie. După ce el o refuză, se apropie de Jughead cu care este împreună. Cei mai buni prieteni ai ei sunt: Archie și Veronica; Camila Mendes ca Veronica Lodge: O fostă socialistă bogată din New York care se mută în Riverdale. Cei mai buni prieteni ai ei sunt Betty și Jughead. Ea este împreună cu Archie; Cole Sprouse ca Jughead Jones, naratorul serialului: un dezvăluit social înclinat filosofic, care este împreună cu Betty. Cei mai buni prieteni ai lui sunt Archie și Veronica; Ashleigh Murray ca Josie McCoy, Madelaine Petsch ca Cheryl Blossom, Casey Cott ca Kevin Keller, Vanessa Morgan ca Toni Topaz, Charles Melton (începând cu sezonul 2), Ross Butler (sezonul 1) ca Reggie Mantle, Jordan Connor ca Sweet Pea, Drew Ray Tanner ca Fangs Fogarty, Shannon Purser ca Ethel Muggs, Hart Denton ca Chic (sezoanele 3 și 4), Tiera Skovbye ca Polly Cooper, Cody Kearsley ca Moose Mason, Hayley Law ca Valerie Brown, Mark Consuelos ca Hiram Lodge (tatăl Veronicăi Lodge), Nathalie Boltt ca Penelope Blossom (mama lui Cheryl Blossom), Molly Ringwald ca Mary Andrews (mama lui Archie Andrews), Jordan Calloway ca Chuck Calayton, Ashanti Bromfield ca Melody Valentine Lochlyn Munro ca Hal Copper (tatăl lui Betty Copper), Chad Michael Murray ca Edgar Evernever, Sarah Habel ca Miss Grundy, Gina Gershon ca Gladys Jones (mama lui Jughead Jones), Emilija Baranac ca Midge Klump și Sarah Desjardins ca Donna Sweett. Mai sunt personaje ca Fred Andrews (Luke Perry), Alice Cooper (Mädchen Amick), FP Jones (Skeet Ulrich) și Hermione Lodge (Marisol Nichols), părinții lui Archie, Betty, Jughead și respectiv, Veronica.

## Episoade

### Sezonul 1
1. The Rivers Edge (Pe malul râului)
2. A Touch of Evil (Stigmatul răului)
3. Body Double (Dublura)
4. The Last Picture Show (Ultimul spectacol cinematografic)
5. Heart of Darkness (Inima întunericului)
6. Faster, Pussycats! Kill! Kill! (Mai repede,Pussycats! Dați-i gata!
7. In a Lonely Place (Într-un loc stingher)
8. The Outsiders (Proscrișii)
9. La Grande Illusion (Iluzia cea mare)
10. The Lost Weekend (Un weekend pierdut)
11. To Riverdale and Back Again (Până la Riverdale și înapoi)
12. Anatomy of a Murder (Anatomia unei crime)
13. The Sweet Hereafter (Dulce viața de apoi)

### Sezonul 2
1. A Kiss Before Dying (Un ultim sărut)
2. Nighthawk (Păsări de noapte)
3. The Watcher in the Woods (Ochii din umbra pădurii)
4. The Town That Dreaded Sundown (Orașul cu teamă de apus)
5. When a Stranger Calls (Apel misterios)
6. Death Proof (Dovada morții)
7. Tales from the Darkside(Povești din lumea întunecată)
8. House of the Devil(Casa diavolului)
9. Silent Night, Deadly Night (Noaptea de vis,noaptea fatală)
10. The Blackboard Jungle (Jungla de la liceu)
11. The Wrestler (Luptătorul)
12. The Wicked and the Divine (Răul și divinul)
13. The Tell-Tale Heart (Inima care-și spune taina)
14. The Hills Have Eyes (Și dealurile au ochi)
15. There Will Be Blood (Va curge sânge)
16. Primary Colors (Culori primare)
17. The Noose Tightens (Lanțul se strânge)
18. A Night To Remember (O noapte de pomină)
19. Prisoners (Prizonieri)
20. Shadow of a Doubt (O umbră de îndoială)
21. Judgment Night (Noaptea judecății)
22. Brave New World (Minunata lume nouă)

### Sezonul 3
1. Labor Day (Ziua muncii)
2. Fortune and Men's Eyes (Nesocotit de oameni și de soartă)
3. As Above, So Below (Cum e sus,așa e și jos)
4. The Midnight Club (Clubul miez de noapte)
5. The Great Escape(Marea evadare)
6. Manhunter (Vânătoarea)
7. The Man in Black (Bărbatul în negru)
8. Outbreak (Epidemia)
9. No Exit (Fără ieșire)
10. The Strangers (Străinul)
11. The Red Dahlia (Dalia roșie)
12. Bizarrodale (Unde e locul nostru)
13. Requiem for a Welterweight (Recviem pentru un sportiv de categoria semimijlocie)
14. Fire Walk with Me (Purificarea de foc)
15. American Dreams (Visuri americane)
16. Big Fun (Foarte distractiv)
17. The Raid (Razia)
18. Jawbreaker (Boxerul)
19. Fear the Reaper (Omul cu Coasa)
20. Prom Night (Seara balului)
21. The Dark Secret of Harvest House (O descoperire sinistră)
22. Survive The Night (Supraviețuirea acestei nopți)

### Sezonul 4
1. In Memoriam (În Memoriam)
2. Fast Times at Riverdale High (Viteză la Liceul Riverdale)
3. Dog Day Afternoon (Om mort)
4. Halloween (Halloween)
5. Witness for the Prosecution (Martorul acuzării)
6. Hereditary (Eriditate)
7. The Ice Storm (Furtuna)
8. In Treatment (Terapie)
9. Tangerine (Mandarină)
10. Varsity Blues (Învingătorii)
11. Quiz Show (Cine știe câștigă)
12. Men of Honor (Bărbații onorabili)
13. The Ides of March (Idele lui Marte)
14. How to get away with Murder (Cum să scapi nepedepsit)
15. To Die For (Unele lucruri merită)
16. The Locked Room (Camera închisă)
17. Wicked Little Town (Orășelul Păcătos)
18. Lynchian
19. Killing Mr. Honey (Uciderea domnului Honey)

### Sezonul 5
1. Climax
2. The Preppy Murders
3. Graduation
4. Purgatorio
5. The Homecoming
6. Back to School
7. Fire in the sky
8. Lock & Key
9. Destroyer
10. The Pincushion Man
11. Strange Bedfellows
12. Citizen Lodge
13. Reservoir Dogs
14. The Night Gallery
15. The Return of the Pussycats
16. Band of Brothers
17. Dance of Death
18. Next to Normal
19. RIP (?)

### Sezonul 6
1. Welcome to Rivervale
2. Ghost Stories
3. Mr. Cypher
4. The Witching Hour(s)
5. The Jughead Paradox
6. Unbelievable
7. Death at a Funeral
8. The Town
9. The Serpent Queen's Gambit
10. Folk Heroes
11. Angels in America
12. In the Fog
13. Ex-Libris
14. Venomous
15. Things That Go Bump in the Night
16. Blue Collar
17. American Psychos
18. Biblical
19. The Witches of Riverdale
20. Return to Rivervale
21. The Stand
22. Night of the Comet

### Sezonul 7
1. Don't Worry, Darling
2. Skip, Hop, and Thump!
3. Sex Education
4. Love & Marriage
5. Tales in a Jugular Vein
6. Peep Show
7. Dirty Dancing
8. Hoop Dreams
9. Betty & Veronica Double Digest
10. American Graffiti
11. Halloween II
12. After the Fall
13. The Crucible
14. Archie the Musical
15. Miss Teen Riverdale
16. Stag
17. A Different Kind of Cat
18. For a Better Tomorrow
19. The Golden Age of Television
20. Goodbye, Riverdale

| Sezonul | Episoade | Primul episod     | Ultimul episod   |
| ------- | -------- | ----------------- | ---------------- |
| 1       | 13       | 26 ianuarie 2017  | 11 mai 2017      |
| 2       | 22       | 11 octombrie 2017 | 16 mai 2018      |
| 3       | 22       | 10 octombrie 2018 | 15 mai 2019      |
| 4       | 19       | 9 octombrie 2019  | 6 mai 2020       |
| 5       | 19       | 20 ianuarie 2021  | 6 octombrie 2021 |
| 6       | 22       | 16 noiembrie 2021 | 31 iulie 2022    |
| 7       | 20       | 29 martie 2023    | 23 august 2023   |